# Großer Preis von Italien 1925

Das Autodromo di Milano in seiner befahrenen Version.

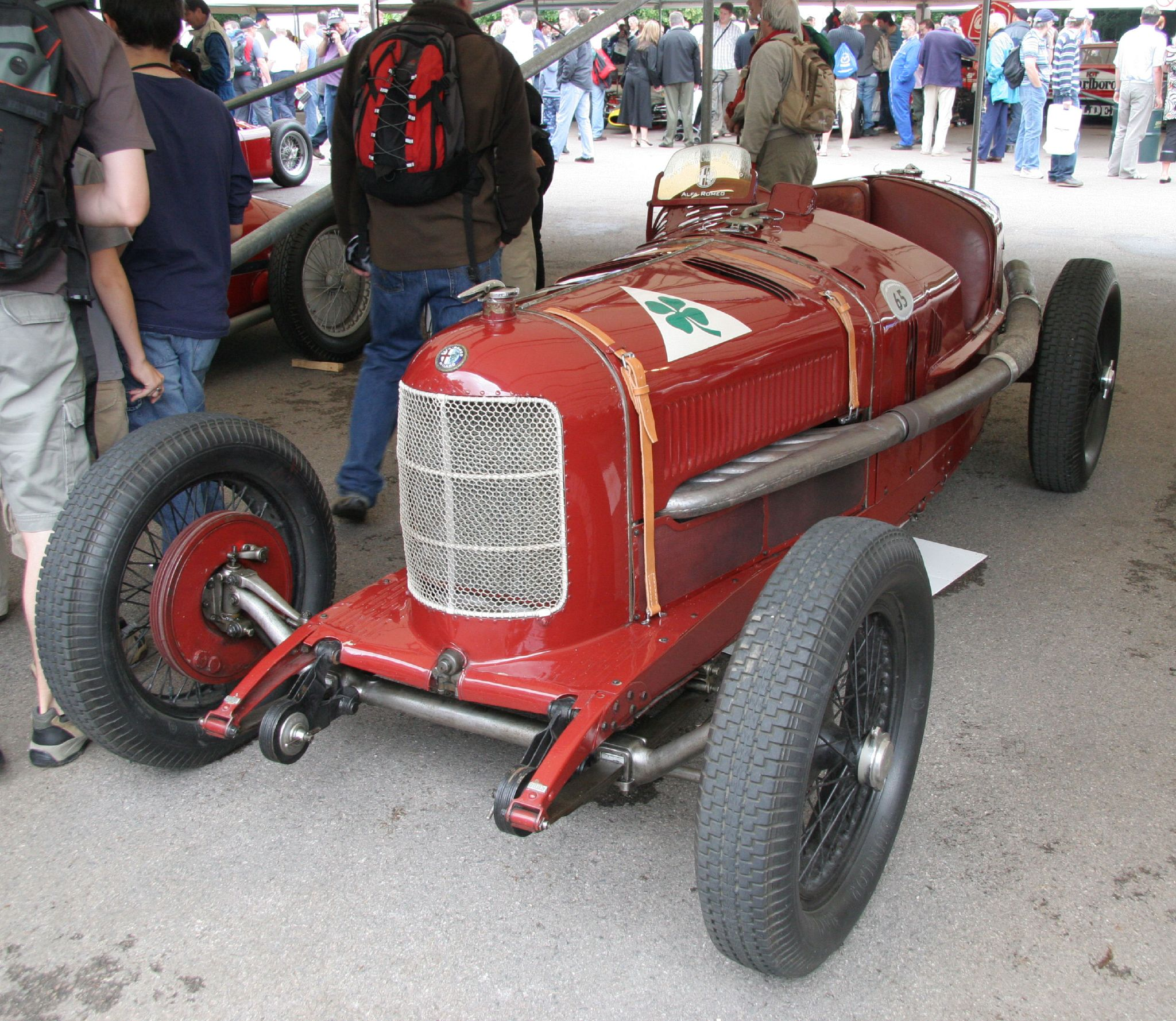
1925 feierte Alfa Romeo mit dem P2 einen Doppelsieg. Diesmal gewann Gastone Brilli-Peri vor seinem Landsmann Giuseppe Campari

Der V. Große Preis von Italien fand am 6. September 1925 auf dem Autodromo di Milano in Monza statt.
Das Rennen war der letzte und entscheidende Lauf zur ersten Automobilweltmeisterschaft für Automobilhersteller, die Teilnahme war für die Wertung obligatorisch. Das Rennen wurde nach den Regeln der Internationalen Rennformel für zweisitzige Rennwagen bis 2 Liter Hubraum mit einem Mindestgewicht von 650 kg und einer Mindestbreite der Karosserie von 80 cm durchgeführt. Als Mindestdistanz waren 800 km vorgegeben, die gefahrene Zahl von 80 Runden à 10 km genau erreicht wurde. Gleichzeitig gab es in dem Rennen auch eine eigene Wertung für Wagen der Voiturette-Klasse mit maximal 1,5 Liter Hubraum.
Sieger wurde Gastone Brilli-Peri auf einem Alfa Romeo P2.

## Rennen
Vor dem letzten Weltmeisterschaftslauf lagen die Marken Alfa Romeo und Delage mit je einem Sieg (Belgien bzw. Frankreich) bei je einem Ausfall in der Wertung punktgleich an der Spitze, gefolgt von Indianapolis-Sieger Duesenberg mit einem Punkt Rückstand. Dennoch gab Delage – unter dem Vorwand eines zu eng angesetzten Rennkalenders – einem sicher erscheinenden Erfolg beim zwei Wochen später angesetzten Rennen in San Sebastián den Vorzug über einer möglichen Niederlage gegen Alfa Romeo und verzichtete in Monza auf die Teilnahme. Auch Sunbeam verzichtete auf den Start, während Bugatti lediglich mit Rennwagen der kleineren Voiturette-Kategorie antrat. Damit war der Titelgewinn für Alfa Romeo allenfalls noch durch Duesenberg zu verhindern, die nach anfänglichem Desinteresse und einigen nachfolgenden Verbandsquerelen die Reise über den Atlantik schließlich doch noch mit zwei Wagen und großem Gefolge angetreten hatten. Für den Titelgewinn hätte das US-amerikanische Team allerdings ein Doppelsieg oder ein Totalausfall der Alfa Romeos benötigt, bei einem einfachen Erfolg wäre ein binnen 48 Stunden auszutragendes Entscheidungsrennen vonnöten gewesen. Schließlich musste an den beiden schlanken Renneinsitzer im Cockpit-Bereich auch noch eine Verbreiterung vorgenommen werden, damit sie wenigstens „optisch“ einigermaßen dem Grand-Prix-Reglement entsprachen.
Nach dem Tod von Antonio Ascari beim vorangegangenen französischen Grand Prix trat Alfa Romeo zum Training mit der Fahrerbesetzung Giuseppe Campari, Gastone Brilli-Peri und dem Nachwuchsfahrer und späteren Superstar Tazio Nuvolari an, der jedoch nach einem Trainingsunfall mit Verletzungsfolgen durch den Führenden der US-amerikanischen Meisterschaft, Peter DePaolo, ersetzt wurde. Dieser wiederum war ursprünglich eigentlich als Fahrer eines dritten Duesenberg vorgesehen gewesen, so blieben dem amerikanischen Team zwei Startplätze für den zweimaligen Indianapolis-Sieger Tommy Milton und den relativ unbekannten Peter Kreis. Daneben traten in der Grand-Prix-Klasse noch erstmals die beiden neuen, von den Brüdern Maserati konstruierten Diatto-Grand-Prix-Wagen mit Emilio Materassi und Alfieri Maserati im Cockpit und der von seinem Erbauer Albert Guyot selbst gesteuerten Guyot Speciale – einem älteren Rolland-Pilain-Chassis mit aufgeladenem Sechszylinder-Schiebermotor nach den Patenten von Burt-McCollum an. Der Rest des insgesamt 16 Wagen starke Teilnehmerfelds bestand aus acht sogenannten Voiturettes – Rennwagen von nur 1,5 Litern Hubraum – im Wesentlichen das komplette Bugatti-Werksteam mit Bartolomeo Costantini, Jules Goux, Giulio Foresti, sowie Pierre und Ferdinand de Vizcaya auf ihren neuen Bugatti Type 39, bei denen es sich um verkleinerte Ausgaben des bewährten Type-35-Reihenachtzylinders handelte.
Nach dem Start, für den die Aufstellung wie üblich ausgelost worden war, übernahm Peter Kreis mit seinem überraschend starken Duesenberg zunächst die Führung, kam dann aber in der dritten Runde von der Strecke ab. Hierdurch kam das Alfa-Trio mit Campari, Brilli-Peri und dePaolo in Front vor dem viertplatzierten Milton auf dem zweiten Duesenberg, der in der zehnten Runde sogar an dem vor ihm liegenden Alfa Romeo vorbeiziehen konnte. Auf Rang 5 folgte mit Goux auf dem Achtzylinder-Bugatti dann der Bestplatzierte der Voiturette-Klasse. Im Anschluss blieb das Klassement bis zu etwa drei Vierteln der Renndistanz weitgehend unverändert, bis dann in den Runden 33 und 34 die beiden führenden Alfa Romeos zum Nachtanken an die Box kommen mussten. Hierdurch kam Milton vorübergehend nach vorn, während Camparis Wagen aufgrund von Zündungsproblemen lange an der Box stand und dann mit Ersatzfahrer Giovanni Minozzi am Steuer das Rennen erst mit deutlichem Rückstand erst wieder aufnehmen konnte. Mittlerweile hatte auch Milton tanken müssen, so dass die Reihenfolge nun Brilli-Peri vor DePaolo und Milton lautete. Im Folgenden entwickelte sich eine Art Ausscheidungsrennen, in dem nacheinander Milton, mit einem zwanzigminütigen Reparaturstopp wegen einer gebrochenen Ölleitung, und DePaolos Alfa Romeo mit gebrochenem Auspuff ihre Plätze verloren, so dass am Ende Minozzi wieder auf den zweiten Platz vorrückte. Nur Brilli-Peri konnte ohne Probleme durchfahren und siegte am Ende mit knapp 19 Minuten Abstand auf seinen Teamkollegen und sogar einer halben Stunde Vorsprung auf den Drittplatzierten – und gleichzeitigen Sieger der Voiturette-Wertung – Costantini auf Bugatti.
Mit diesem Sieg errang Alfa Romeo nach dem Erfolg in Belgien auch die erste Weltmeisterschaft (damals noch für Marken) in der Automobilgeschichte. Zur Erinnerung daran wurde das Firmenemblem bis in die 1980er Jahre von einem Lorbeerkranz umringt.

## Ergebnisse

### Meldeliste
| Team                               | Nr. | Klasse a | Fahrer               | Info  | Chassis                            | Motor                         | Reifen |
| ---------------------------------- | --- | -------- | -------------------- | ----- | ---------------------------------- | ----------------------------- | ------ |
| SA Autocostruzioni Diatto          | 01  | GP       | Emilio Materassi     |       | Diatto GP 8C                       | Bugatti 2.0l I8 Kompressor    | P      |
| SA Autocostruzioni Diatto          | 06  | GP       | Alfieri Maserati     | EXC b | Diatto GP 8C                       | Bugatti 2.0l I8 Kompressor    | P      |
| SA Autocostruzioni Diatto          |     | GP       | Giorgio Rubbietti    | RES   |                                    |                               | P      |
| Duesenberg Brothers                | 02  | GP       | Peter DePaolo        | DNA c | Duesenberg 122                     | Duesenberg 2.0L I8 Kompressor | F      |
| Duesenberg Brothers                | 07  | GP       | Tommy Milton         |       | Duesenberg 122                     | Duesenberg 2.0L I8 Kompressor | F      |
| Duesenberg Brothers                | 11  | GP       | Peter Kreis          |       | Duesenberg 122                     | Duesenberg 2.0L I8 Kompressor | F      |
| Automobiles Delage                 | 03  | GP       | Albert Divo          | DNA d | Delage 2 LCV                       | Delage 2.0L V12 Kompressor    |        |
| Automobiles Delage                 | 08  | GP       | Robert Benoist       | DNA d | Delage 2 LCV                       | Delage 2.0L V12 Kompressor    |        |
| Automobiles Delage                 | 12  | GP       | René Thomas          | DNA d | Delage 2 LCV                       | Delage 2.0L V12 Kompressor    |        |
| Automobiles Delage                 | 15  | GP       | Paul Torchy          | DNA d | Delage 2 LCV                       | Delage 2.0L V12 Kompressor    |        |
| Établissements Albert Guyot et Cie | 04  | GP       | Albert Guyot         |       | Rolland-Pilain Guyot Spéciale GS25 | Guyot/Burt-McCollum 2.0L I6   | M      |
| Établissements Albert Guyot et Cie | 09  | GP       | Giulio Foresti       | DNA e | Rolland-Pilain Guyot Spéciale GS25 | Guyot/Burt-McCollum 2.0L I6   | M      |
| Établissements Albert Guyot et Cie | 13  | GP       | kein Fahrer benannt  | DNA   | Rolland-Pilain Guyot Spéciale GS25 | Guyot/Burt-McCollum 2.0L I6   | M      |
| SA Ital. Ing. Nicola Romeo         | 05  | GP       | Giuseppe Campari f   |       | Alfa Romeo P2                      | Alfa Romeo 2.0L I8 Kompressor | P      |
| SA Ital. Ing. Nicola Romeo         | 10  | GP       | Tazio Nuvolari       | DNS g | Alfa Romeo P2                      | Alfa Romeo 2.0L I8 Kompressor | P      |
| SA Ital. Ing. Nicola Romeo         | 10  | GP       | Peter DePaolo h      |       | Alfa Romeo P2                      | Alfa Romeo 2.0L I8 Kompressor | P      |
| SA Ital. Ing. Nicola Romeo         | 14  | GP       | Gastone Brilli-Peri  |       | Alfa Romeo P2                      | Alfa Romeo 2.0L I8 Kompressor | P      |
| SA Ital. Ing. Nicola Romeo         | 16  | GP       | Giovanni Minozzi     | DNA i | Alfa Romeo P2                      | Alfa Romeo 2.0L I8 Kompressor | P      |
| SA Ital. Ing. Nicola Romeo         |     | GP       | Carlo Sozzi          | RES   |                                    |                               | P      |
| SA Ital. Ing. Nicola Romeo         |     | GP       | Angelo Bruno         | RES   |                                    |                               | P      |
| SA Ital. Ing. Nicola Romeo         |     | GP       | Attilio Marinoni     | RES   |                                    |                               | P      |
| Chiribiri & Co                     | 17  | V        | Ettore Santoleri     |       | Chiribiri 12/16 GP „Monza“         | Chiribiri 1.5L I4             |        |
| Chiribiri & Co                     | 20  | V        | Luigi Platé          |       | Chiribiri 12/16 GP „Monza“         | Chiribiri 1.5L I4             |        |
| Ernest Eldridge                    | 18  | V        | Ernest Eldridge      |       | Eldridge Special                   | Anzani 1.5L I4 Kompressor     |        |
| Usines Bugatti                     | 19  | V        | Meo Costantini       |       | Bugatti T39                        | Bugatti 1.5L I8               | M      |
| Usines Bugatti                     | 22  | V        | Jules Goux           |       | Bugatti T39                        | Bugatti 1.5L I8               | M      |
| Usines Bugatti                     | 21  | V        | Pierre de Vizcaya    |       | Bugatti T39                        | Bugatti 1.5L I8               | M      |
| Usines Bugatti                     | 23  | V        | Ferdinand de Vizcaya |       | Bugatti T39                        | Bugatti 1.5L I8               | M      |
| Usines Bugatti                     | 24  | V        | Carlo Masetti        | DNS j | Bugatti T39                        | Bugatti 1.5L I8               | M      |
| Usines Bugatti                     | 24  | V        | Giulio Foresti       |       | Bugatti T39                        | Bugatti 1.5L I8               | M      |
| Usines Bugatti                     |     | V        | Aymo Maggi           | RES   |                                    |                               | M      |
| Usines Bugatti                     |     | V        | Filippo Tassara      | RES   |                                    |                               | M      |

### Startaufstellung
Die Startpositionen wurden in der Reihenfolge der Startnummern vergeben.
| P. de Vizcaya | Guyot         | Campari       |
|               |               |               |
| Milton        | DePaolo       | Kreis         |
|               |               |               |
| Brilli-Peri   | Santoleri     | Eldridge      |
|               |               |               |
| Costantini    | Platé         | P. de Vizcaya |
|               |               |               |
| Goux          | F. de Vizcaya | Foresti       |

### Rennergebnis
| Pos. | V a  | Fahrer                            | Konstrukteur | Runden | Stopps | Zeit          | Start | Schnellste Runde | Ausfallgrund           |
| ---- | ---- | --------------------------------- | ------------ | ------ | ------ | ------------- | ----- | ---------------- | ---------------------- |
| 01   |      | Gastone Brilli-Peri               | Alfa Romeo   | 80     |        | 5:14:33,3 h   | 7     |                  |                        |
| 02   |      | Giuseppe Campari Giovanni Minozzi | Alfa Romeo   | 80     |        | + 18:56,9 min | 3     |                  |                        |
| 03   | 0(1) | Meo Costantini                    | Bugatti      | 80     |        | + 30:07,3 min | 10    |                  |                        |
| 04   |      | Tommy Milton                      | Duesenberg   | 80     |        | + 32:07,2 min | 4     |                  |                        |
| 05   |      | Peter DePaolo                     | Duesenberg   | 80     |        | + 33:37,0 min | 5     |                  |                        |
| 06   | 0(2) | Ferdinand de Vizcaya              | Bugatti      | 80     |        | + 36:16,1 min | 14    |                  |                        |
| 07   | 0(3) | Giulio Foresti                    | Bugatti      | 80     |        | + 40:45,2 min | 15    |                  |                        |
| 08   | 0(4) | Pierre de Vizcaya                 | Bugatti      | 80     |        | + 47:03,8 min | 12    |                  |                        |
| —    | —    | Jules Goux                        | Bugatti      | 64     |        | DNF           | 13    |                  | Leck im Kraftstofftank |
| —    | —    | Ettore Santoleri                  | Chiribiri    | 38     |        | DNF           | 8     |                  | Unfall                 |
| —    |      | Emilio Materassi                  | Diatto       | 19     |        | DNF           | 1     |                  | Mechanik               |
| —    | —    | Luigi Platé                       | Chiribiri    | 13     |        | DNF           | 11    |                  | Mechanik               |
| —    |      | Albert Guyot                      | Guyot        | 8      |        | DNF           | 2     |                  | Mechanik               |
| —    |      | Peter Kreis                       | Duesenberg   | 3      |        | DNF           | 6     | 3:36,7 min       | Unfall                 |
| —    | —    | Ernest Eldridge                   | Eldrige      | 2      |        | DNF           | 9     |                  | Zündungsschaden        |